# نووو (آلاباما)
نووو (به انگلیسی: Nauvoo) شهری در شهرستان واکر ایالت آلاباما است که مساحت آن ۲٫۵۷ کیلومتر مربع است و در سرشماری سال ۲۰۱۰ میلادی، ۲۲۱ نفر جمعیت داشته و تراکم جمعیتی آن، ۸۵٫۹۹ نفر در هر کیلومتر مربع بوده است.